# Giulio Capiozzo
Giulio Capiozzo (Boretto, 18 febbraio 1946 – Cesenatico, 23 agosto 2000) è stato un batterista italiano, noto soprattutto per essere stato il fondatore insieme a Demetrio Stratos del gruppo musicale Area.

## Biografia
Dopo aver frequentato il Conservatorio egiziano a Il Cairo, entra nel 1966 il complesso beat The Bo Bo's Band, con cui ha le prime esperienze su disco, facendosi conoscere in concerto nel panorama nazionale ed internazionale.
Con uno dei componenti del gruppo, Leandro Gaetano, forma nel 1972 il gruppo degli Area assieme a Demetrio Stratos, Johnny Lambizzi e Patrick Djivas.
Nel 1969 incontra a Parigi il batterista Kenny Clarke. Questo incontro fece scaturire in Capiozzo un grande amore per il jazz. Da alcune considerazioni di Clarke si apprese poi che il celebre musicista americano non aveva mai incontrato fino ad allora un batterista in grado di trattare i tempi dispari con così grande personalità e libertà sullo strumento.
I due si frequentarono fino alla morte di Kenny, avvenuta nel 1985. Incide nel 1975 il disco di Martial Solal 7+4=X. Ha collaborato con i fratelli baschi Arze e Aniak e con Steve Lacy. Nel 1978 ha studiato percussioni a Cuba. Dal 1982 diventa spalla ideale per i più importanti jazzisti americani ed intraprende una carriera musicale suonando a fianco di vari artisti. Inoltre ha collaborato con Mia Martini nell’album Miei compagni di viaggio e con Fabrizio De André. Nel 1985 ha collaborato con Elvin Jones.
Nel 1986 ha fondato un duo di percussioni con il percussionista indiano Trilok Gurtu. Ha quindi trascorso molto tempo nei Caraibi suonando con i Voodoo-Drummers e con gli Steel Drummers di Trinidad. Giulio Capiozzo viene riconosciuto come un innovatore dello strumento batteria a livello mondiale, rivoluzionando la musica fatta di poliritmie con un fraseggio melodico e con un suono riconoscibile. Il suo stile viene studiato in molte università americane di musica.
Giulio Capiozzo è morto il 23 agosto del 2000 per arresto cardiaco a Cesenatico, sotto gli occhi di suo figlio Christian e del suo amico e collega Patrizio Fariselli, quest'ultimo colto a sua volta da un malore causato dallo shock. È stato seppellito nel cimitero del paese.

## Riconoscimenti postumi
Il 23 agosto di ogni anno, viene ricordato con un evento chiamato "Ju Ju Memorial", organizzato dal figlio Christian Capiozzo, anche lui batterista che ha fatto carriera con progetti originali Capiozzo & Mecco e accompagnando musicisti noti come Mario Biondi, Pee Wee Ellis e molti altri.
Il concerto omaggio si tiene a Cesenatico.
A Cesenatico per rendere omaggio al grande batterista viene intitolato un ponte nel viale Roma (uno dei principali del paese) che si chiamerà Ponte Giulio Capiozzo. 

## Discografia parziale

### Con gli Area
- 1973 - Arbeit macht frei (Cramps, CRSLP 5101)
- 1974 - Caution Radiation Area (Cramps, CRSLP 5102)
- 1974 - Crac! (Cramps, CRSLP 5103)
- 1975 - Are(A)zione (Cramps, CRSLP 5104)
- 1976 - Maledetti (maudits) (Cramps, CRSLP 5105)
- 1977 - Anto/Logicamente (Cramps)
- 1978 - 1978 gli dei se ne vanno, gli arrabbiati restano! (Ascolto, ASC 20063)
- 1979 - Il concerto - Omaggio a Demetrio Stratos
- 1979 - Event '76 (Cramps, 5205-107)
- 1980 - Tic & Tac (Ascolto, ASC 20224)
- 1980 - Area '70 (Cramps)
- 1996 - Parigi Lisbona (Cramps)
- 1996 - Teatro Uomo
- 1997 - Chernobyl 7991 (Sony)

### Con gli Area II
- 1986 - Area 2
- 1987 - City Sound

### Collaborazioni
- 1972 - Alberto Radius - Radius (Numero uno)
- 1978 - Mauro Pagani - Mauro Pagani (Ascolto)
- 1984 - Mia Martini - Miei compagni di viaggio
- 1993 - Luca Flores - Love For Sales (Splasc(h) Records)
- 1994 - Tony Scott Quartet - The Clarinet Album (Philology Records)
- 1995 - Tony Scott - Like A Child's Whisper (Dialogue With Myself) (Philology Records)